# Маклинская
Маклинская — деревня в Тарногском районе Вологодской области.
Входит в состав Тарногского сельского поселения, с точки зрения административно-территориального деления — в Шевденицкий сельсовет.
Расстояние до районного центра Тарногского Городка по автодороге — 8 км. Ближайшие населённые пункты — Исаковская, Шкулевская, Веригино.
По переписи 2002 года население — 54 человека (24 мужчины, 30 женщин). Всё население — русские.